# Hamilton Challenger
L'Hamilton Challenger è stato un torneo professionistico di tennis giocato su campi in cemento. Faceva parte dell'ATP Challenger Series. Si giocava annualmente a Hamilton in Nuova Zelanda.

## Albo d'oro

### Singolare
| Anno | Campione        | Finalista       | Punteggio     |
| ---- | --------------- | --------------- | ------------- |
| 2002 | Brian Vahaly    | Louis Vosloo    | 6–2, 5–7, 6–4 |
| 2001 | Björn Rehnquist | Martin Lee      | 3–6, 6–2, 6–0 |
| 2000 | Michael Joyce   | Goichi Motomura | 4–6, 6–4, 6–4 |

### Doppio
| Anno | Campioni                    | Finalisti                     | Punteggio   |
| ---- | --------------------------- | ----------------------------- | ----------- |
| 2002 | Jaymon Crabb Peter Luczak   | Yves Allegro Justin Bower     | 7–5, 6–4    |
| 2001 | Noam Behr Noam Okun         | Tuomas Ketola Filippo Messori | 7–6(4), 6–4 |
| 2000 | Neville Godwin Michael Hill | Michael Joyce Jim Thomas      | 7–6, 6–4    |